# Leptostylis villosa
Leptostylis villosa is een zeekommasoort uit de familie van de Diastylidae. De wetenschappelijke naam van de soort is voor het eerst geldig gepubliceerd in 1869 door Sars.